# António Mascarenhas Monteiro
António Manuel Mascarenhas Gomes Monteiro GColIH • GColL (Ribeira da Barca, 16 de fevereiro de 1944 - 16 de setembro de 2016) foi presidente de Cabo Verde entre 22 de março de 1991 e 22 de março de 2001. Foi o primeiro presidente eleito através de eleições multipartidárias. António Manuel Mascarenhas Gomes Monteiro, nascido a 16 de fevereiro de 1944 em Ribeira da Barca, Santa Catarina, Ilha de Santiago. Depois de concluir a escolaridade em Cabo Verde, partiu para Portugal onde frequentou a Universidade de Coimbra e de Lisboa;
Foi viver na Bélgica onde licenciou-se em Direito na Universidade Católica de Lovaina.
Foi Secretário-geral da Assembleia Nacional, AN entre 1977 e 1980. 
Em 1980, foi nomeado Presidente do Supremo Tribunal de Justiça, STJ de Cabo Verde.
Depois da adoção do multipartidarismo em 1990, anunciou a sua candidatura à Presidência da República, tendo ganho as eleições em 1991, apoiado pelo Movimento para a Democracia. Foi Presidente da República de Cabo Verde entre 22 de março de 1991 a 22 de março de 2001. Foi o primeiro presidente eleito através de eleições democráticas através do sufrágio universal e pelo voto direto e secreto.
Recebeu o Grande-Colar da Ordem da Liberdade de Portugal a 11 de Novembro de 1991 e o Grande-Colar da Ordem do Infante D. Henrique de Portugal a 8 de Junho de 2000.
António Mascarenhas Monteiro recebeu o grau honorifico de Doutor Honoris Causa, pela Faculdade de Economia da Universidade de Coimbra (Portugal).
Morreu a 16 de setembro de 2016, aos 72 anos, vítima de um câncer no rim e foi enterrado no cemitério da cidade de Assomada em 18 de setembro.